# Chetumal
Chetumal je město v Mexiku. Nachází se na Yucatánském poloostrově více než 1100 km východně od Ciudad de México a je hlavním městem státu Quintana Roo. Žije v něm přibližně 169 tisíc obyvatel. Město je spojeno s Villahermosou dálnicí Carretera Federal 186 a je důležitým obchodním přístavem na pobřeží Chetumalského zálivu s bezcelní zónou.
V době příchodu Evropanů zde existoval mayský stát Chactemal, jehož název je odvozován od mayského boha deště Chaaca nebo od výrazu Ch'aak Temal (místo, kde rostou červené stromy). I po připojení k Mexiku tuto oblast spíše než centrální vláda kontrolovali domorodci a angličtí piráti. Teprve v roce 1893 byla stanovena hranice mezi Mexikem a Britským Hondurasem na řece Río Hondo a 5. května 1898 námořní důstojník Othón P. Blanco založil město jako pohraniční opěrný bod. Pojmenoval je Payo Obispo na počest Paya Enríqueze de Rivery, mexického arcibiskupa v letech 1668–1681. V roce 1937 bylo město v rámci proticírkevní politiky mexické vlády přejmenováno na Chetumal.
V roce 1955 město zdevastoval hurikán Janet. Od šedesátých let začal nárůst populace a v roce 1974 se stal Chetumal správním centrem nového státu Quintana Roo. V roce 1991 zde byla založena veřejná vysoká škola Universidad de Quintana Roo.
Sídlí zde muzeum mayské kultury, divadlo Teatro Minerva, planetárium a zoologická zahrada. V okolním moři žije kapustňák širokonosý. Historii města připomínají památníky Monumento a la Bandera, Monumento Cuna del Mestizaje a Monumento a Andrés Quintana Roo. Turistickému ruchu slouží mezinárodní letiště Chetumal. 